# Johannes Hermanus Koekkoek

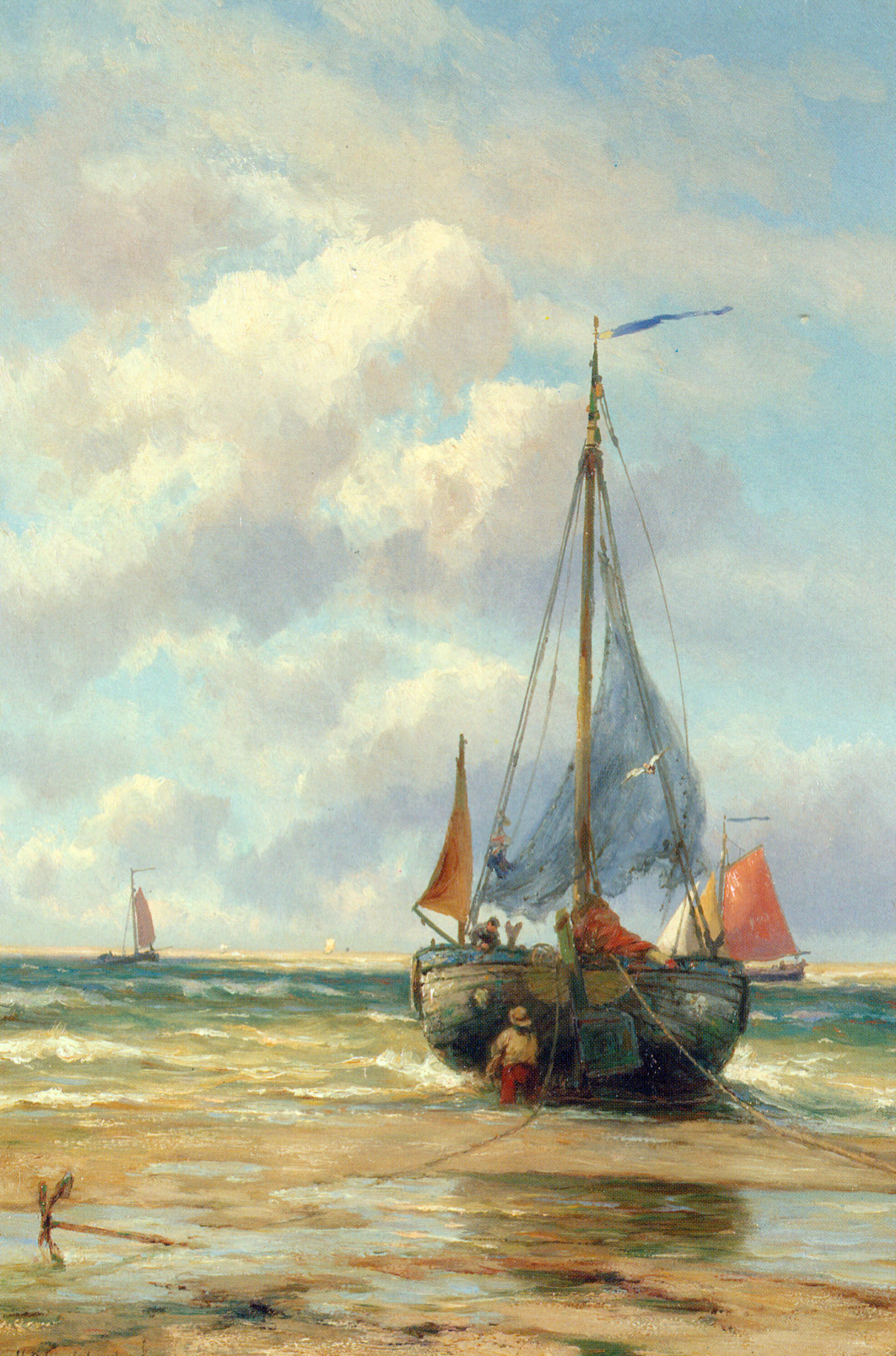
Bomschuit in de branding

Johannes Hermanus Koekkoek (Veere, 17 augustus 1778 - Amsterdam, 9 januari 1851) was een Nederlands kunstschilder, etser en tekenaar, vooral bekend om zijn zee- en watergezichten. Hij is de stamvader van het schildersgeslacht Koekkoek.

## Leven en werk
Johannes Hermanus Koekkoek werd geboren in Veere en verhuisde rond 1800 naar Middelburg. Daar ging hij werken in de tapijt- en behangfabriek van Thomas Gaal, die zijn eerste leraar werd. Tegelijkertijd volgde hij een opleiding aan de classicistisch georiënteerde Middelburgse Tekenacademie, waar hij werkte naar gipsen modellen en ook leerde graveren. In 1803 kreeg hij er het predicaat "Primus van de Academie" toegekend.
Na zijn opleiding was Koekkoek een tijdlang tekenleraar. Al snel koos hij echter definitief voor het schildersvak. In 1826 verhuisde hij naar Durgerdam, bij Amsterdam, waar hij tot 1833 zou wonen en werken. Aanvankelijk schilderde hij veel nauwgezet uitgewerkte stadsgezichten met water, maar uiteindelijk specialiseerde hij zich volledig in zeegezichten. Hij behoorde tot de eersten aan het begin van de negentiende eeuw die opnieuw inspiratie zochten bij de beroemde marineschilders van de Hollandse Gouden Eeuw. Zijn stijl was realistisch, maar sloot nadrukkelijk ook aan bij de toentertijd in opkomst zijnde romantiek. Hij legde een grote kennis van de verschillende scheepstypen aan de dag, zoals die destijds de Zeeuwse wateren bevoeren.
Koekkoek woonde en werkte op latere leeftijd nog in Medemblik en Amsterdam, waar hij in 1851 overleed, 72 jaar oud. Zijn werk bevindt zich onder andere in de collecties van het Rijksmuseum Amsterdam, het Dordrechts Museum en het Museum Jan Cunen in Oss. Veel van zijn werk werd verkocht in Duitsland en Engeland.

## Schildersgeslacht
Johannes Hermanus Koekkoek wordt beschouwd als de stamvader van het bekende schildersgeslacht Koekkoek. Samen met zijn vrouw Anna Koolwijk kreeg hij vier zoons die eveneens gewaardeerde kunstschilders werden: Barend Cornelis Koekkoek (1803-1862), Marinus Adrianus Koekkoek (1807–1868), Johannes Koekkoek (1811-1831) en Hermanus Koekkoek (1815–1882). Ook diverse van zijn kleinkinderen en achterkleinkinderen kozen voor het schildersvak.

## Galerij

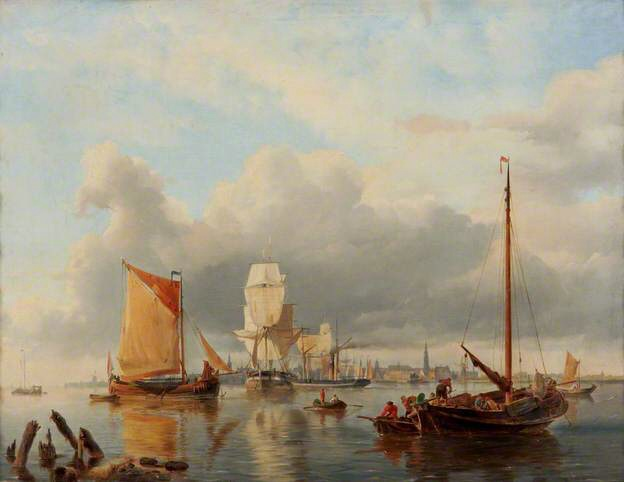
Gezicht op de Schelde (ca. 1820)
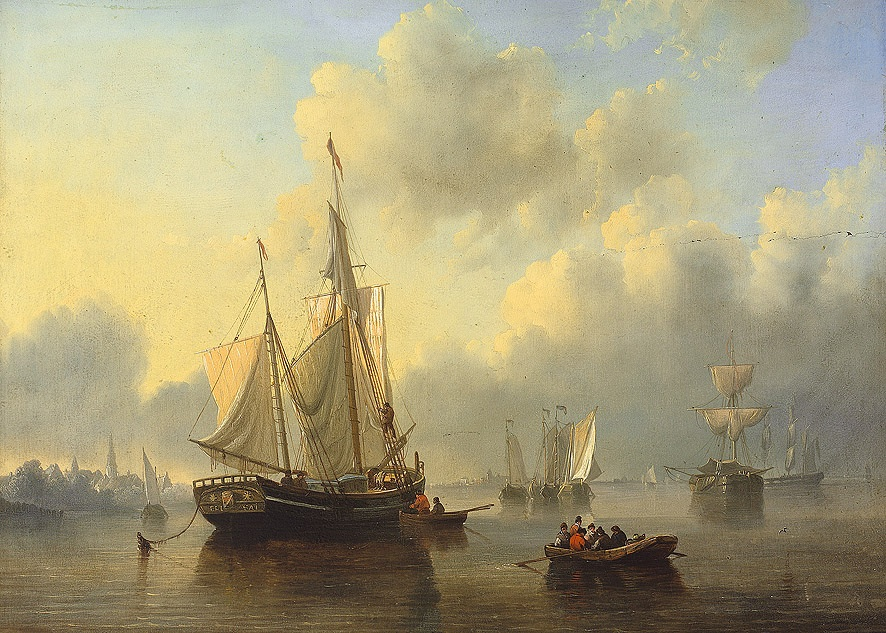
Grote bocht voor een Hollands stadje (ca. 1820)
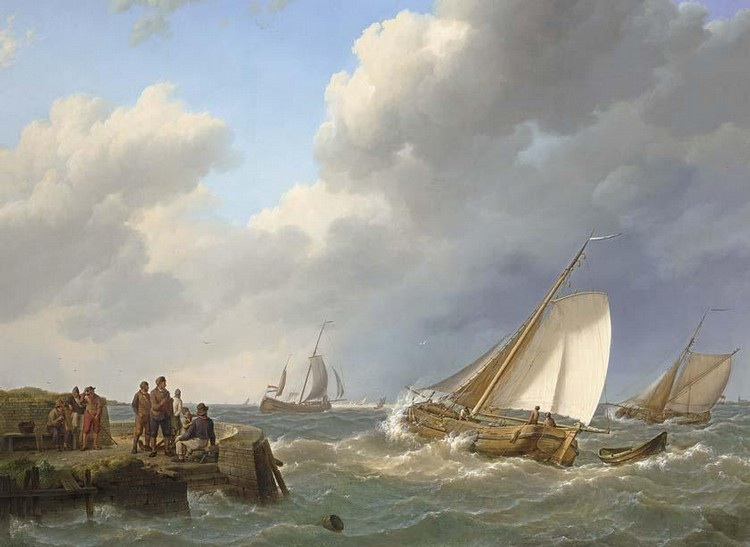
Een onstuimige zee met regenboog en Engelse oorlogskotter (ca. 1820)
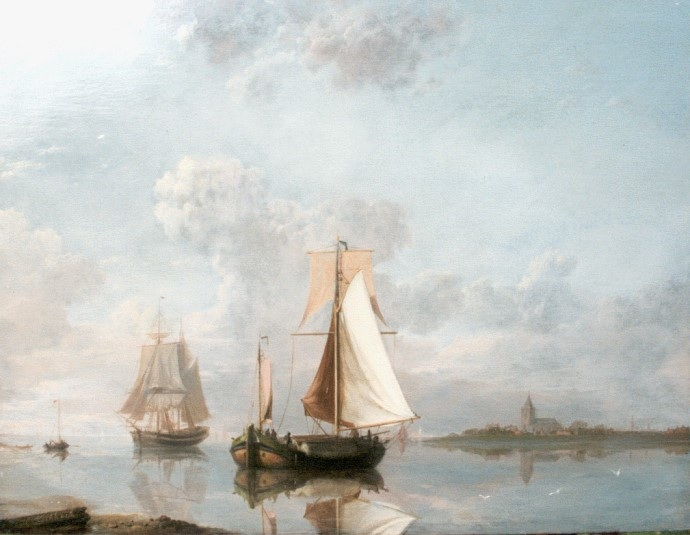
Zeilschepen op de rede (ca. 1820)
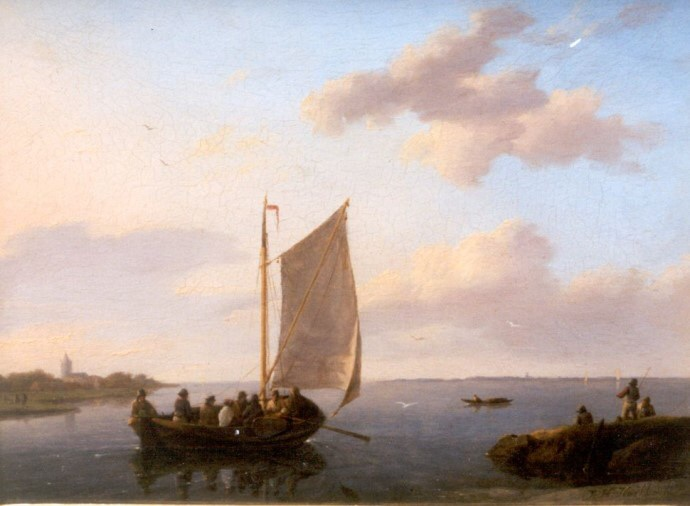
Veerboot op een verstilde binnenzee (ca. 1820)
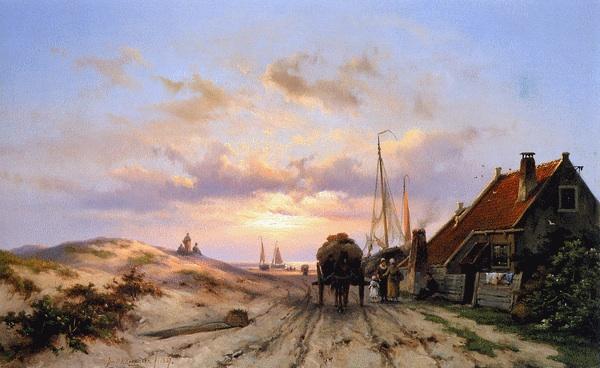
Duinweg (ca. 1825)